# Roger Beaujolais
Roger Beaujolais (* 22. November 1952 in Harrogate als Roger Downham) ist ein britischer Jazzmusiker (Vibraphon, Komposition).

## Leben und Wirken
Beaujolais spielte mit 15 Jahren kurz Schlagzeug und erhielt Unterricht bei einem Bigband-Drummer. Weiterhin erlernte er die Anfangsgründe des Klavierspiels. Als Erwachsener kauft er sich ein Vibraphon, das er als Autodidakt spielt. Mit 29 Jahren kam es zu ersten Auftritten. 1982 war er ein Gründungsmitglied der Jump- und Jive-Band The Chevallier Brothers, mit der er international bekannt wurde und auch auf dem Montreux Jazz Festival und dem North Sea Jazz Festival auftrat. Nach deren Auflösung 1988 wurde er Mitglied der Popgruppe Fairground Attraction, mit der er sogleich mit „Perfect“ einen Hit hatte.
Mit seiner Beaujolais Band erhielt er einen Plattenvertrag bei Acid Jazz Records, wo er die beiden Alben Mind How You Go (1990) und Talk, Talk & More Talk (1993) veröffentlichte, dann mit Vibraphonic zwei Alben im Bereich des Soul-Jazz. Mit dieser Band kam es zu weiteren Produktionen für das Disney-Label Hollywood Records und auf dem eigenen Label StayTuned Records. 1999 folgte unter eigenem Namen mit seinem Quintett das Album For Old Times, dem die Alben I’ll See You Tonight (2002), Sentimental (2005) und Blue Reflections (2008) folgten. Zwei Produktionen mit seinem Quartett schlossen sich an. Weiterhin spielte er in den Gruppen Jazz Percussion Quintet und LushLife, mit denen er auch Tonträger veröffentlichte. Zudem ist er auf Produktionen von Robert Plant, Roni Size, Paul Weller, Morrissey, Kirsty MacColl, Alexander O’Neal, Neneh Cherry, Shola Ama, Colin Vearncombe, Juliet Kelly und Alison Limerick zu hören.
Weiterhin lehrt er als Professor am Trinity Laban College of Music & Dance.

## Diskographische Hinweise
- Roger Beaujolais Italian Trio: Barba Lunga (Stay Tuned, 2019), mit Giocomo Dominici und Alessandro Pivi
- Roger Beaujolais Quartet: Bags Of Vibes (Stay Tuned Records, 2024)